# I Love It (Kanye West & Lil Pump)
I Love It is een nummer uit 2018 van de Amerikaanse rappers Kanye West en Lil Pump. Het is de derde single van Lil Pumps tweede studioalbum Harverd Dropout.
Het nummer werd wereldwijd een hit. In de Amerikaanse Billboard Hot 100 bereikte het de 6e positie. In het Nederlandse taalgebied werd "I Love It" een bescheiden hitje, met een 16e positie in de Nederlandse Top 40 en een 18e positie in de Vlaamse Ultratop 50.